# Foxit Software
Foxit Software, Inc. là một hãng phát triển các phần mềm và công cụ để tạo, chỉnh sửa, đóng dấu và bảo mật file PDF và các tài liệu điện tử. Nó là một tập đoàn công nghệ đa quốc gia có trụ sở ở Fremont, California, với các văn phòng tại Berlin, Bắc Kinh, Phúc Châu, South Yarra (Melbourne, Úc), Pháp, Nhật Bản, Hàn Quốc, Đài Loan. Có khoảng 425 triệu người dùng Foxit, với hơn 100.000 khách hàng bán hàng tại 200 quốc gia trên thế giới.

## Lịch sử
Foxit Software thành lập năm 2001 bởi Eugene Y. Xiong để phát triển các phần mềm PDF tương tự những sản phẩm từ Adobe Systems và các nhà cung cấp PDF khác, và cung cấp cho họ với giá thấp hơn.
Năm 2009 Foxit Software Company chuyển đổi thành Foxit Corporation.

### Tham gia các tiêu chuẩn
Foxit đã đóng góp vào sự tiến triển của chuẩn ISO 32000 và hiện đang ứng dụng trong các sáng kiến chuẩn PDF mới. Công ty cũng đóng một vai trò trong việc phát triển chuẩn ISO 19005, còn được gọi là PDF/A, để lưu trữ tài liệu dài hạn.

## Nhân vật chủ chốt
- Eugene Y. Xiong, Sáng lập và Chủ tịch Hội đồng Quản trị
- George Z. Gao, CEO [8]
- Steven Li, Giám đốc Công nghệ
- Karl De Abrew, Chủ tịch SDK BU và ConnectedPDF Evangelist [9]
- Phil Lee, Phó Chủ tịch phụ trách Kinh doanh
- David Ronald, Trưởng bọ phận Marketing [10]
- Rowan Hanna, VP of Products and Solutions, Foxit SDK BU [11]
- Susana De Abrew, VP of Sales & Marketing, Foxit SDK BU [12]

## Phát triển kinh doanh

### Foxit Reader
Sản phẩm đầu tiên của công ty, Foxit Reader, được phát hành năm 2004. Nó cung cấp một phương thức để xem, tạo và đóng dấu file PDF, và cũng thêm các chú thích vào chúng. Foxit Reader 3.0 được so sánh chức năng với Adobe Reader. Nó được chú ý vì tốc độ và kích thước nhỏ gọn. Foxit phát hành phiên bản 8.0 năm 2016. Phần mềm được cài đặt sẵn trên các máy tính Windows từ HP, Acer, và ASUS.
Foxit đã persistent failures of Windows 10 File Explorer's context menu.

### Foxit PhantomPDF
Foxit PhantomPDF, một trình biên tập PDF đa năng, được phát hành năm 2008. Foxit PhantomPDF có một giao diện chứa nhiều tính năng chỉnh sửa và bảo mật PDF tiên tiến. Foxit phát hành phiên bản 8.0 năm 2016.

### ConnectedPDF
Foxit Software phát hành ConnectedPDF năm 2016. ConnectedPDF mở rộng định dạng tài liệu truyền thống bằng cách liên kết một định danh duy nhất với mỗi file PDF, qua đó cho phép các tính năng như thông báo cập nhật tệp, định vị và theo dõi tài liệu, chia sẻ và đồng bộ hóa đánh giá, quản lý và bảo vệ từ xa các quyền kỹ thuật số.
ConnectedPDF không phải là sản phẩm độc lập. Chức năng được nhúng trong một số sản phẩm phần mềm PDF của Foxit. ConnectedPDF được tích hợp trong phiên bản mới nhất của Foxit PhantomPDF (phiên bản 8), Foxit Reader (phiên bản 8) và Foxit MobilePDF (phiên bản 5).

### Mối quan hệ OEM
Công ty đã phát triển mối quan OEM với nhiều doanh nghiệp. Công nghệ của Foxit là một công nghệ hỗ trợ công nghệ tại trung tâm của Amazon Kindle, Gmail và Google Chrome, và công ty cũng cung cấp công cụ dựng hình phục vụ cho dự án nguồn mở PDFium của Google.

### SDKs
Foxit cũng cung cấp nhiều bộ công cụ phát triển phần mềm PDF (SDK) cho các nhà phát triển muốn tạo các ứng dụng PDF tùy chỉnh.

## Mua lại
Foxit đã tự phát triển cũng như thông qua các vụ mua lại
| Công ty   | Ngày hoàn thành | Lĩnh vực tập trung |
| --------- | --------------- | --- |
| Sumilux   | 7/2016          | Sumilux xây dựng nền tảng cộng tác trên nền điện toán đám mây hỗ trợ chia sẻ và kiểm soát an toàn tài liệu, cũng như tất cả các tương tác thời gian thực liên quan. Nền tảng này là duy nhất có khả năng quản lý văn bản của nó ngay cả khi họ đang offline.     |
| Debenu    | 3/2016          | Debenu, dưới sự lãnh đạo của một nhóm có hơn 15 năm kinh nghiệm làm việc với Corporate Pharmaceutical, xây dựng công nghệ SDK để giúp mọi người tương tác với PDF để kết nối và làm việc hiệu quả hơn, từ các nhà phát triển đến người dùng cuối.                |
| LuraTech  | 10/2015         | Các giải pháp phần mềm PDF và PDF/A cho việc nén và chuyển đổi tài liệu phía máy chủ, trong các doanh nghiệp và các tổ chức. |
| Dataintro | 8/2014          | Dataintro chuyên về công nghệ Data Collectionvà sử dụng các công cụ đi từ các hình thức điện tử sang các ứng dụng client-server để cung cấp các sản phẩm và dịch vụ, được định hướng để cung cấp dữ liệu chất lượng cao nhất cho các hệ thống back-end để xử lý. |

## Sản phẩm
| Tên sản phẩm     | Mô tả |
| ---------------- | --- |
| PhantomPDF       | Phần mềm PDF đa dụng để xem, tạo, chỉnh sửa, cộng tác, chia sẻ, bảo mật, tổ chức, xuất, OCR, an toàn, đăng nhập và theo dõi các tệp PDF. Có sẵn trong hai phiên bản: Chuẩn và Doanh nghiệp. |
| Reader           | Trình xem PDF miễn phí để đọc, chỉnh sửa và in các tài liệu và file. Ngoài ra có sẵn dưới dạng ứng dụng dành cho Android, iOS và Windows.                                                   |
| PDF Compressor   | Phần mềm doanh nghiệp cho việc chuyển đổi và nén tài liệu dựa trên máy chủ của các file PDF và PDF/A.                                                                                       |
| Rendition Server | Phần mềm quy mô doanh nghiệp để chuyển đổi tập trung các tài liệu sang PDF từ tất cả các hệ thống và ứng dụng CNTT.                                                                         |
| PDF SDK          | Các thư viện PDF độc lập về nền tảng cho phép các nhà phát triển mở rộng phạm vi của phần mềm đến các hệ thống kinh doanh khác nhau.                                                        |

## PDF Association
Foxit Software là một thành viên chính thức của PDF Association. LuraTech, được Foxit mua lại năm 2015, là một thành viên sáng lập của PDF Association. Carsten Heiermann, Nhà sáng lập và CEO của LuraTech, là thành viên của Hội đồng Quản trị Hiệp hội. Thomas Zellmann, người đã gia nhập LuraTech năm 2001,là giám đốc điều hành hiệp hội.